# Lucinda Jenney
Lucinda Jenney est une actrice américaine née le 23 avril 1954 à Long Island.

## Filmographie

### Cinéma
- 1979 : Impostors
- 1984 : Hearts and Diamonds
- 1986 : Peggy Sue s'est mariée : Rosalie Testa
- 1986 : The Whoopee Boys (en) : Olivia
- 1987 : The Verne Miller Story : Bobby
- 1988 : Rain Man : Iris
- 1989 : Né un 4 juillet : Passerby #2 - Democratic Convention
- 1989 : Wired : Judy Belushi
- 1991 : Thelma et Louise : Lena, the Waitress
- 1992 : American Heart : Charlotte
- 1993 : Mr. Jones : Christine
- 1993 : Panic sur Florida Beach : Anne Loomis
- 1995 : Leaving Las Vegas : Weird Woman
- 1996 : Grace of My Heart : Marion
- 1996 : La Peau sur les os : Heidi Halleck
- 1997 : Loved (en) : Kate Amerson
- 1997 : Mad City : Jenny
- 1997 : Suicide Club : Rosie Trickle
- 1997 : À armes égales : Blondell
- 1998 : Au-delà de nos rêves : Mrs. Jacobs
- 1998 : Desert Blue : Caroline Baxter
- 1998 : Les Ensorceleuses : Sara (Adult)
- 1998 : Welcome to Hollywood : Actress at Alison Anders' House (en tant que Lucinda Jenny)
- 1999 : Aussi profond que l'océan : Laurie
- 1999 : Sugar Town : Kate
- 2000 : Comment tuer le chien de son voisin : Trina Walsh
- 2000 : Crime + Punishment : Vincent's Mom
- 2000 : Le Plus Beau des combats : Arleen Yoast (non crédité)
- 2000 : Treize Jours : Helen O'Donnell
- 2001 : Sexy/Crazy : Courtney Oakley
- 2002 : La Prophétie des ombres : Denise Smallwood
- 2003 : S.W.A.T. unité d'élite : Kathy
- 2007 : The Final Season (en) : Sheryl 'Chic' Van Scoyoc
- 2008 : American Violet (en) : Leona Conroy
- 2009 : Very Bad Trip : Extra (non crédité)
- 2012 : Rogue River : Lea
- 2017 : A Thousand Junkies : Blake's Mom
- 2017 : We Don't Belong Here (en) : Dora

### Courts-métrages
- 1994 : Two Over Easy
- 2006 : Hide & Seek
- 2007 : At the Beach
- 2009 : The Postcard
- 2017 : Fish

### Télévision

#### Séries télévisées
- 1986 : Spenser : Melissa Brenner
- 1988 : Deux Flics à Miami : Annie Pierce
- 1989 : CBS Summer Playhouse : Lucy
- 1990 : Shannon's Deal (en) : Audrey Watts
- 1994 : Homicide : Pamela Wilgis
- 1995 : Fallen Angels : Ginny
- 1996 : Haute Tension (High Incident) : Off. Anne Bonner
- 1997 : EZ Streets : Mrs. Dog Face
- 1997 : Le Visiteur : Nadine Walden
- 1998 : L.A. Docs : Rosalind
- 1998 : New York Police Blues : Rose
- 1999 : Cracker : Linda Palmer
- 2000 : The Practice : Bobby Donnell et Associés : Angela Jamison
- 2001 : Gideon's Crossing : Teddy Green
- 2002 : Amy : Allison Cossey
- 2002 : À la Maison-Blanche : Karen Kroft
- 2003 : 24 Heures chrono : Helen Singer
- 2003 : Biography : Elle-même
- 2003 : La Caravane de l'étrange : Flora Hawkins
- 2003 : The Shield : Lanie Kellis
- 2004 : Dr House : Sister Mary Eucharist
- 2004 : New York, police judiciaire : Renee Bishop
- 2004 : Preuve à l'appui : Judy Strand
- 2004 : Six pieds sous terre : Kenneth's Ex-Wife
- 2005 : New York, section criminelle : Elise Garrett
- 2007 : Battlestar Galactica : Carolanne Adama
- 2007 : Cold Case : Affaires classées : Shirley Reed
- 2007 : Les Experts : Sheriff Beth McGuire
- 2007 : Monk : Zena Davis, Waitress
- 2007 : Urgences : Allison
- 2011 : Los Angeles, police judiciaire : Professor
- 2015 : Patricia Heaton Parties (en) : Elle-même
- 2015 : Revenge : Judge Leanne Knowles

#### Téléfilms
- 1985 : First Steps : Carolyn
- 1985 : Un tueur dans New York (en) (Out of the Darkness) de Jud Taylor : Mary
- 1991 : Shoot First: A Cop's Vengeance : Beth
- 1992 : Le Moteur à eau (en) : Secrétaire de Gross
- 1992 : The Habitation of Dragons : Bernice Dayton
- 1994 : Tendre Voisin (en) (Next Door) : Marci Benedetti
- 1995 : A Stranger in Town : Jeanine
- 1995 : Passion criminelle : Elizabeth 'Liz' Knowlton
- 1996 : Changement de décors (en) (The Late Shift) : Debbie Vickers
- 1997 : La Deuxième Chance (en) (First Time Felon) : Sharon
- 1998 : Scattering Dad (en) : Molly
- 2000 : Sex Revelations : Ella's Mommy (segment "2000")
- 2002 : The Pennsylvania Miners' Story (en) : Cindy Thomas
- 2012 : 193 coups de folie : Susan's Mother